# 渡辺万寿太郎
渡辺 万寿太郎（わたなべ ますたろう、1903年〈明治36年〉7月6日 - 1966年〈昭和41年〉8月15日）は、日本の政治家、実業家、資産家。新潟県岩船郡関川村長。渡辺家11代。

## 経歴
新潟県岩船郡関谷村大字下関（現・関川村大字下関）出身。三左衛門の長男。1929年、東京帝国大学文学部社会学科卒業。1933年、家督を相続する。司法省刑事局嘱託、東大文学部研究嘱託を経て1945年に関谷村長となる。
農業を営む。関谷村農業会長、新潟県農業会同県森林組連同県国民健康保険組連各理事、同県社会保険診療報酬算定協議会委員、同県農業実践大学協会理事同大学校長、同県国民健康保険委員、同県社会教育委員、同県地方森林会、同県医療機関整備審議会、同県公的医療機関運営審議会各委員、全国国民健康保険直営診療施設運営協議会理事に選ばれる。
1951年、新潟県人事委員長に任命される。1958年に再び県人事委員に任命され、1960年12月に委員長に互選。1962年4月に県山岳協会長に推され、同年7月に県人事委員任期満了退職、同年9月に関川村長に就任する。
新潟交通、鷹ノ巣温泉各取締役、荒川タクシー、山富商事各会長、新成医会理事長、新潟県観光協会副会長などをつとめる。
六三三制実験校誘致、診療所の開設、財団法人渡邉家保存会の設立など多くの社会貢献をした。

## 人物
趣味は書道、読書。宗教は曹洞宗。住所は新潟県岩船郡関川村大字下関。

## 家族・親族
渡辺家
渡邉邸は廻船業、酒造業や新田開発で財を築いた豪商・豪農の屋敷である。1954年には国の重要文化財に指定された。広さ3000坪の敷地に石置木羽葺屋根の母屋、6つの土蔵、国指定名勝の庭園がある。初代儀右衛門善高は、村上藩主松平大和守直矩の家臣で郡奉行をしていたが、藩主が姫路へ国替えのとき、家督を嗣子に譲り、桂村に隠居、1667年、下関に転居し、代々大庄屋職を務めた。
2代三左衛門善延は廻船業を営み、酒造業を開業して財を成した。3代喜久は1726年、財政難に苦しんでいた米沢藩に融資を行い、幕末まで10万両以上用立て、その功により5代目以降米沢藩勘定奉行格の待遇を受けた。7代善映（よしあき）は1798年、450石の知行を与えられ、米沢9代藩主上杉鷹山の藩政改革におおいに貢献した。10代善郷（よしさと）は、1918年、米坂線の誘致に尽力し、1936年の全通に至る。
- 父・三左衛門（1870年 - 1933年、新潟県会議員、関谷村長、新潟貯蓄銀行取締役、新潟県多額納税者、農業、地主、資産家）[10][11]
- 母・ツナ（1880年 - ?、新潟、田巻堅太郎の姉）[1]
- 姉（東京、隈川八郎の妻）[5]
- 妻・光江（聖路加病院外科医長中村徳吉の養女）[2][3]

親戚
- 叔父・佐藤泰造（村上水電社長）[12]
- 田巻堅太郎（第四銀行頭取）